# فرودگاه بنگاسی
فرودگاه بنگاسی (به انگلیسی: Bengassi Airport) یک فرودگاه است . این فرودگاه در کشور مالی قرار دارد .